# François Llenas
 (juillet 2014).
Améliorez-le ou discutez des points à vérifier. 
François Llenas est un parolier et éditeur musical français né le 13 février 1915 dans le 10e arrondissement de Paris et mort le 27 mai 1970 dans le 13e arrondissement de Paris.
Il a travaillé avec plusieurs artistes, comme Dalida, Mort Shuman, Cécile Devile, Maya Casabianca.

## Filmographie
- 1933 : Dans les rues de Victor Trivas : Main Droite